# Пресбіопія

Ширина акомодації за Дуейном (1922). Крива показує, що здатність людського ока до швидкої зміни заломлення кришталиком, безперервно зменшується від 8 років до 50 річного віку, із середнього значення - з 14 до 2, а згодом до 1 діоптрії.

Пресбіопія (англ. Presbyopia, фр. Presbytie) — фізіологічна недостатність акомодації пов'язана зі старінням ока, що призводить до поступового погіршення здатності чітко зосереджувати зір на близьких предметах. Також, відома як вікова далекозорість, вона вражає значну кількість дорослих віком понад 40 років. Загальною ознакою пресбіопії є важкість читання дрібного шрифту, коли людині доводиться тримати текст далі від обличчя. Іншими супутніми симптомами та свідченнями захворювання, можуть бути головний біль і втома очей, водночас у різних людей може бути відмінний рівень відхилень зору. Пресбіопію можуть супроводжувати інші порушення рефракції, а загалом цей стан схожий на гіперметропію або далекозорість, яка починається в дитинстві та проявляє схожі ознаки розмитості в баченні близьких предметів.

## Загальне
Пресбіопія є звичайною складовою процесу дорослішання та згодом старіння. Це відбувається через вікові зміни кришталика як от зменшення пружності та збільшення його твердості, а також м'яза вії як от зниження сили та спроможності стискати кришталик, через що під час погляду на близькі предмети, око фокусується прямо позаду, а не безпосередньо на сітківці. Це вид порушення заломлення, що йде поряд із короткозорістю, далекозорістю та астигматизмом. Діагноз встановлюється шляхом огляду очей.
Пресбіопію можна виправити за допомогою окулярів (див. статтю Зір), контактних лінз, мультифокальних інтраокулярних лінз або хірургічним втручанням LASIK (presbyLASIK). Найпоширенішим лікуванням, є відновлення зору за допомогою відповідних опуклих лінз. Заради корекції пресбіопії можуть використовувати прості окуляри для читання, біфокальні, трифокальні або прогресивні лінзи.
Люди старші 40 років перебувають у групі ризику розвитку пресбіопії, і всі вони страждають певною мірою. Станом на 2020-і, цим захворюванням було уражено близько 25% людей, тобто 1,8 мільярда в усьому світі.

## Ознаки та симптоми
Першими ознаками, які помічає більшість людей, є складнощі з читанням дрібного шрифту, особливо в умовах слабкого освітлення, втома очей під час тривалого читання, розмитість близьких предметів або тимчасова розмитість зору, коли швидко змінюється відстань перегляду. Багато людей з крайньою пресбіопією жартівливо скаржаться, що їхні руки стали «закороткими» аби тримати матеріал для читання на зручній відстані.

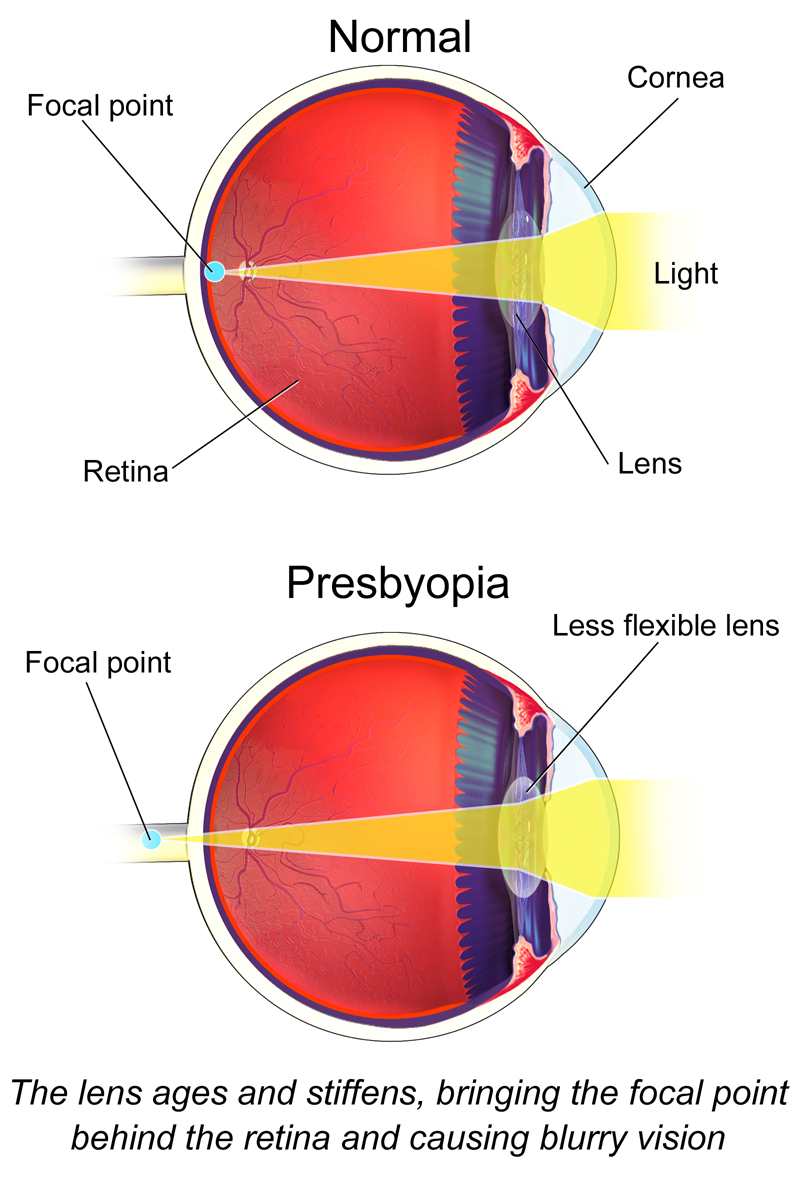
Presbyopia

Пресбіопія, як й інші порушення фокусування, менш помітна яскравого сонячного дня, коли зіниця природно вужча. Як і у випадку з будь-яким іншим оптичним об’єктивом, збільшення фокусної відстані об’єктива збільшує глибину різкості завдяки зменшенню рівня розмиття об’єктів, котрі розташовані поза фокусом (порівняйте вплив діафрагми на глибину різкості у фотографії).
Початок пресбіопії різний у людей певних професій і тих, у кого міотичні зіниці. Зокрема, фермери та домогосподарки звертаються до лікарів за корекцією зору пізніше, ніж працівники сфери послуг і будівельники. Аквалангісти, які цікавляться підводним зніманням, можуть помітити прояви пресбіопії під час занурення, перш ніж розпізнають симптоми в побуті, через ближчий фокус в умовах слабкого освітлення.

### Порівняння з короткозорістю
Людям зі слабкою короткозорістю зручно читати без окулярів або контактних лінз навіть після досягнення сорока років, але за сильнішої короткозорості можуть знадобитися дві пари окулярів (одні для дальності, інші для близькості), біфокальні або прогресивні лінзи. Однак короткозорість не зникає, а проблеми із зором на великій відстані залишаються. Консультація короткозорих людей, які планують рефракційну хірургічну операцію, передбачає повідомлення, що за хірургічного виправлення короткозорості в подальшому після сорока років, коли очі стають пресбіопічними та втрачають здатність пристосовуватися або змінювати фокус, може виникнути потреба користуватися окулярами для читання. Короткозорі з низьким астигматизмом бачать поблизу краще, хоча й не відмінно без окулярів або контактних лінз, коли настає пресбіопія. Але чим дужчий астигматизм, тим гірший нескоригований зір поблизу.
Нерідко трапляється, що, наприклад, людина з короткозорістю -3,0 діоптрії та повністю розвиненою пресбіопією не потребує корекції, щоби читати на відстані 35—45 сантиметрів.
Хірургічна корекція пресбіопії полягає у створенні «ока для читання» та «ока для бачення вдалину» — техніки, яку зазвичай застосовують при підборі контактних лінз, що відомо як «моно-бачення». Отже, моно-бачення можна створити як за допомогою контактних лінз так і операції, тож ті хто бажає такого втручання можуть визначити, чи готові вони до хірургічної зміни форми рогівки, щоби назавжди отримати цей ефект.

## Лікування
У зоровій системі захоплені оком зображення перетворюються на електричні сигнали, які передаються в мозок, де вони відтворюються. Тож, щоби подолати пресбіопію, можна звернути увагу на дві основні складові зорової системи: захоплення зображення оптичною системою ока та обробку цього відбитку в мозку.
Проте кожен метод має свої вади, як-от незручність носіння окулярів чи лінз, ризик хірургічних ускладнень або зниження якості зору. А придатної корекції пресбіопії без використання оптичних пристроїв чи операцій ще не було досягнуто. Останнім часом у деяких дослідженнях намагалися запобігти посиленню розвитку пресбіопії за допомогою харчових добавок або відновити здатність до акомодації за допомогою періокулярного зігрівання. Водночас, деякі дослідження на пацюках, зокрема 2020-го у Японії, показали значний позитивний вплив тютюнового диму на збільшення еластичності кришталиків очей у тваринок.

### Захоплення зображення оком
Лікування пресбіопії значно розвинулося за останні роки завдяки розширенню доступності оптометрії та способів безрецептурного виправлення зору.

#### Коригувальні лінзи
Коригувальні лінзи забезпечують виправлення зору в межах до +4,0 діоптрій. Людям з пресбіопією потрібні опуклі лінзи в окуляри для читання; особлива підготовка опуклих лінз зазвичай вимагає послуг оптометриста.
Контактні лінзи також можна використовувати для виправлення втрати фокусування, яка виникає разом із пресбіопією. Як зазначено вище, мультифокальні контактні лінзи можна застосовувати для покращення зору як поблизу, так і вдалину. Деякі люди обирають контактні лінзи для корекції одного ока для близькості та іншого ока для дальності за допомогою методу, який називається моно-бачення.

#### Хірургія
Рефракційна хірургія була розроблена для створення мультифокальних рогівок. PresbyLASIK, різновид мультифокальної абляції рогівки LASIK, можна використовувати для корекції пресбіопії. Підсумки, однак, більш варіабельні, й у деяких людей спостерігається зниження гостроти зору. Занепокоєння щодо рефракційної хірургії пресбіопії викликає те, що очі людей змінюються з часом. Іншими побічними явищами мультифокальної абляції рогівки можуть бути післяопераційний блиск, ореоли, зображення-привиди та монокулярна диплопія.

### Обробка зображення в мозку
Низка досліджень стверджували про покращення гостроти зору на близькій відстані, завдяки використанню навчальних протоколів, заснованих на перцептивному навчанні та потребі виявлення коротко представлених низько-контрастних стимулів Габора; учасникам дослідження з пресбіопією дозволили читати менші розміри шрифту та збільшити швидкість читання.

### Очні краплі
Пілокарпін, очні краплі, які звужують зіницю, схвалено Управлінням з продовольства і медикаментів у Сполучених Штатах Америки для лікування пресбіопії. Тривають дослідження щодо інших препаратів. Також вивчаються очні краплі, призначені для відновлення пружності кришталика.